# Postal Savings Bank of China
Postal Savings Bank of China est une banque chinoise.

## Histoire
Elle a été créée formellement en 2007, mais elle a hérité du réseau de distribution de la poste chinoise. Elle possède ainsi en 2016, 40 000 agences.
En juin 2016, Postal Savings Bank of China annonce vouloir lancer une introduction partielle en bourse pour septembre 2016, de l'ordre de 10 milliards de dollars. En novembre 2019, Postal Savings Bank of China fait une introduction partielle en bourse de 4,67 milliards de dollars.